# Craig Benson (nadador)
Craig Harry Benson (Livingston, Escocia, 30 de abril de 1994) es un nadador olímpico escocés que compite en natación especialista en estilo braza. Fue olímpico tras participar en los Juegos Olímpicos de Londres 2012 en la prueba de 100 metros braza y 4x100 metros estilos. También participó en los Juegos Olímpicos de Río de Janeiro 2016 en 200 metros braza y 4x100 metros estilos.
Se proclamó Campeón de Europa en el año 2016 con el equipo de 4x100 metros estilo.
Durante su etapa junior en el año 2011 consiguió ser campeón del mundo en 100 metros braza y subcampeón mundial en 50 metros braza.

## Palmarés internacional
| Campeonato Europeo de Natación        | Campeonato Europeo de Natación | Campeonato Europeo de Natación | Campeonato Europeo de Natación |
| Año                                   | Lugar                          | Medalla                        | Prueba                         |
| ------------------------------------- | ------------------------------ | ------------------------------ | ------------------------------ |
| 2016                                  | Londres ( Reino Unido)         | Medalla de oro                 | 4x100 m estilos                |
| Campeonato Mundial Junior de Natación |                                |                                |                                |
| 2011                                  | Lima ( Serbia)                 | Medalla de oro                 | 100 m braza                    |
| 2011                                  | Lima ( Perú)                   | Medalla de plata               | 50 m braza                     |
| Campeonato Europeo Junior de Natación |                                |                                |                                |
| 2011                                  | Belgrado ( Serbia)             | Medalla de plata               | 100 m braza                    |
| 2011                                  | Amberes ( Bélgica)             | Medalla de bronce              | 100 m braza                    |
| 2011                                  | Amberes ( Bélgica)             | Medalla de bronce              | 4x100 m estilos                |